# Google Labs
Google Labs war eine Sammlung von Onlinediensten des Unternehmens Google Inc., die sich noch im Beta-Stadium befunden hatten.
Es handelte sich dabei beispielsweise um neue Suchfunktionen, Browser-Plug-ins oder personalisierte Webdienste. Neue Dienste sind in der Regel zunächst nur in englischer Sprache verfügbar gewesen, die bei Erfolg später lokalisiert und auf die offizielle Dienstübersichtsseite übertragen worden sind. Dort sind sie für gewöhnlich noch einige Zeit im Beta-Stadium geblieben. Dienste, die nicht als erfolgreich eingestuft wurden, wurden nach einiger Zeit wieder eingestellt.
Am 20. Juli 2011 wurde im offiziellen Google Blog die Einstellung von Google Labs angekündigt. Noch vorhandene Experimente wurden in andere Projekte integriert oder werden wie beispielsweise Google Code Search eingestellt. Als Grund gab man an, in Zukunft die Kräfte auf weniger Projekte bündeln zu wollen. Experimentelle Funktionen von anderen Diensten wie Google Mail seien davon aber genauso wenig betroffen wie bereits im Google Play Store vorhandene Anwendungen für das mobile Betriebssystem Android.
Am 17. Oktober 2011 wurde Google Labs geschlossen, weil Google sich auf das, inzwischen ebenfalls eingestellte, soziale Netzwerk Google+ konzentrieren wollte.
In einer Google I/O Keynote vom 10. Mai 2023 wurde Google Labs mit hauptsächlich AI-Anwendungen wiederbelebt.

## Beispiel-Projekte
Google Code Search
Im Oktober 2006 wurde eine Codesuche eingerichtet, mit der öffentlich verfügbare Quelltexte nach beliebigen Ausdrücken durchsucht werden können. Programmierer, die ihren Code bereitstellen möchten, können diesen über ein Online-Formular hochladen. Die Suche ist in Deutsch verfügbar.
Google Firefox Extensions
Im Rahmen der Partnerschaft mit Mozilla entwickelte Google die Erweiterungen Google Browser Sync und Google Notizbuch für den Firefox-Browser.
Google Sets
Alternative Suchbegriffe ermitteln. Zu diesem Zweck gab man Begriffe in ein Formular ein und Sets gab verwandte Begriffe aus. Google Sets existierte seit 2002 und war die älteste Labs-Funktion mit diesem Status. Der Dienst wurde im September 2011 eingestellt.
Google Insights for Search
Insights for Search zeigt Verläufe im Suchvolumen und die geografische Herkunft beliebiger Suchanfragen. Der Dienst ist seit August 2008 verfügbar.